# 旧旺丹
旧旺丹（法語：Vendin-le-Vieil，法語發音：[vɑ̃dɛ̃ lə vjɛj]）是法国上法蘭西大區加来海峡省的一个市镇，属于朗斯区。

## 地理
旧旺丹（50°28'26"N, 2°51'58"E）面积10.67 平方千米，位于法国上法蘭西大區加来海峡省，该省份为法国北部沿海省份，西北濒北海，南至索姆省，东临北部省。
与旧旺丹接壤的市镇（或旧市镇、城区）包括：阿奈、贝尼方丹、朗斯、卢瓦松苏朗斯、洛斯昂戈埃勒、默尔尚、蓬塔旺丹、万格勒。

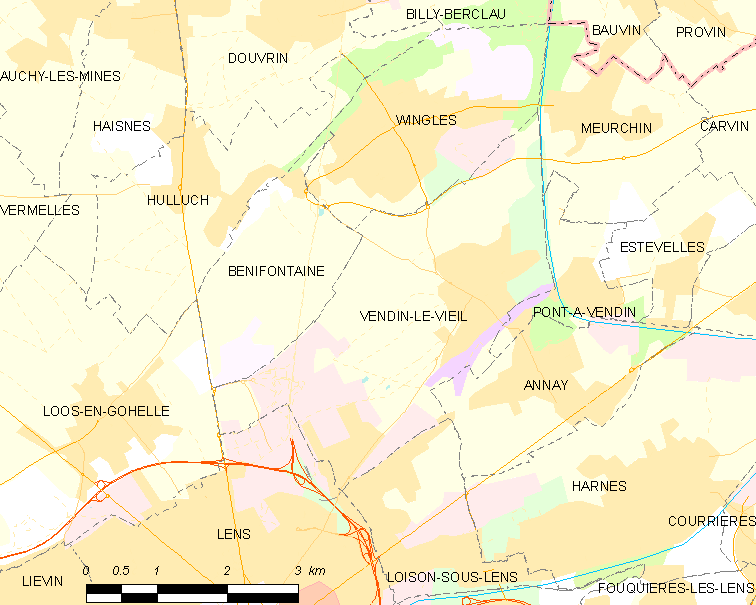
旧旺丹的OSM定位图

旧旺丹的时区为UTC+01:00、UTC+02:00（夏令时）。

## 行政
旧旺丹的邮政编码为62880，INSEE市镇编码为62842。

## 政治
旧旺丹所属的省级选区为万格勒县。

## 人口

1962-2008年间旧旺丹人口变化图示

旧旺丹于2022年1月1日时的人口数量为8596人。